# Константин Липс
Константин Липс (греч. Κωνσταντίνος Λίψ; ? — 917, Анхиал, Болгария) — византийский аристократ и друнгарий флота, основавший в Константинополе монастырь, носивший его имя (ныне мечеть Фенари Иса).

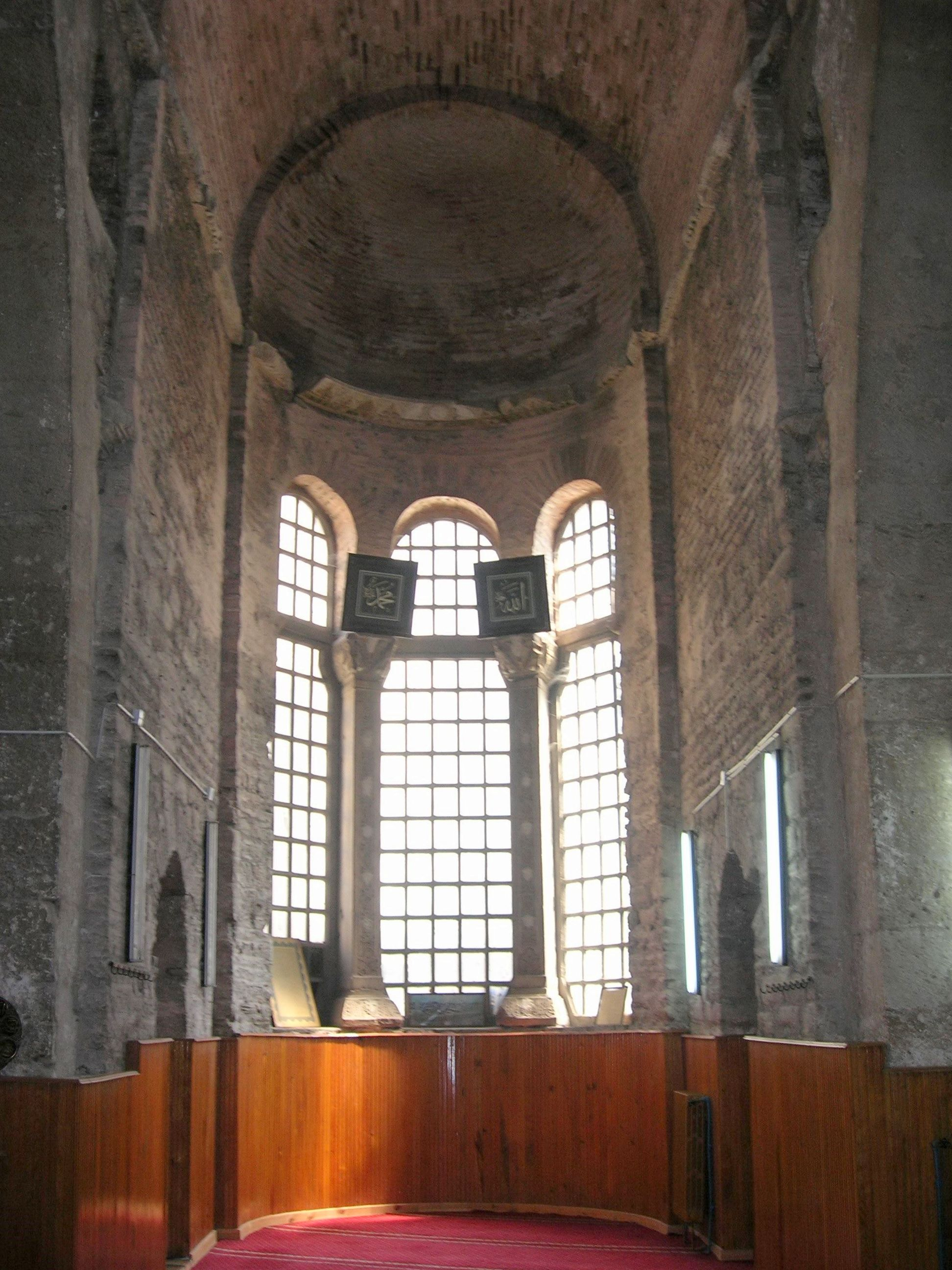
Интерьер церкви, построенной Липсом

## Биография
Факты о жизни Константина спутаны и являются предметом для предположений. Известно, что при императоре Льве VI Мудром (правил в 886—912) он восстановил монастырь близ церкви Святых Апостолов, который ныне переустроен в мечеть Фенари Иса. Датой его открытия традиционно считаются 907—908 годы. Также Константин Липс участвовал в неудавшейся попытке переворота под предводительством известного генерала Константина Дуки, желавшего свергнуть малолетнего императора Константина VII в июле 913 года после смерти брата и наследника Льва Александра. В результате многие дворяне, которые подозревались в участии или участвовали в мятеже, были казнены, в то время как остальные бежали из города. Так поступил и Константин Липс. 20 августа 917 года он был убит в битве при Ахелое, сражаясь против болгарских войск князя Симеона I.
Современные учёные отождествляют Липса с двумя другими людьми с той же фамилией, чья деятельность, как полагают, была ошибочно датирована более поздним периодом. Первый упоминается в сочинениях Константина VII как человек, носивший звания протоспафария и доместика hypourgia (главный помощник epi tes trapezes, учредителя банкетов), позже (вероятно, к моменту мятежа 913 года) повышенный до патрикия и megas hetaireiarches. Также он несколько раз выступал посланником Византии к Григорию I, правителю армянского княжества Тарона. В ходе первого посольства Константин вернулся вместе с сыном Григория Ашотом, который был принят Львом VI и возведён в чин протоспафария. Липс сопроводил Ашота назад к отцу, и в этот раз взял с собой в столицу Византии брата Григория (известного лишь под арабским именем Абу-Ганим), который также был удостоен звания протоспафария. Константин составил компанию Абу-Ганиму в его обратном путешествии. Когда последний снова посетил Константинополь несколько лет спустя, он женился на дочери Липса. Вскоре после этого Липс убедил Григория самому посетить столицу, где тот был щедро принят и наделён высшим титулом магистра оффиция и тиутлом стратега Тарона. Погостив довольно длительное время, Григорий в сопровождении Липса вернулся в свои владения.
В Patria Konstantinupoleos также есть упоминание о Липсе, патрикие и друнгарие византийского флота, который учредил монастырь и гостевой дом в период позднего правления Константина VII, однако невозможно с точностью сказать, что это тот же человек.
У Константина Липса был сын Варда, патрикий, вовлечённый в заговор против императора Романа II (правил в 959—963) в 962 году. Он известен как последний представитель рода Липсов.